# 潮格温都尔镇
潮格温都尔镇，是中华人民共和国内蒙古自治区巴彦淖尔市乌拉特后旗下辖的一个乡镇级行政单位。

## 行政区划
潮格温都尔镇下辖以下地区：
第一社区、第二社区、西日淖尔嘎查委员会、宝日布嘎查、哈日朝鲁嘎查、乌兰敖包嘎查、韩乌拉嘎查、查干敖包嘎查、西尼乌素嘎查和巴音努如嘎查委员会。

## 交通
- 213省道